# Холодне зварювання

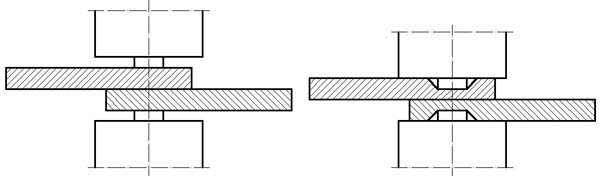
схема холодного зварювання

Холо́дне зва́рювання — технологічний процес зварювання тисненням із пластичним деформуванням з'єднуваних поверхонь заготовок без додаткового нагрівання зовнішніми джерелами тепла. Цей метод зварювання базується на пластичній деформації металів в місці їх сполучення при стискуванні та/або шляхом зсуву (ковзання). Зварювання відбувається при нормальних або від'ємних температурах миттєво в результаті схоплювання (тобто без дифузії).

## Види з'єднань при холодному зварюванні
Основними типами з'єднань є з'єднання внапуск та встик. Стержні, смуги, профілі або дроти зварюють встик шляхом їх стискування один з одним, установлюючи певний виліт із затискачів зварювальної установки. Листи товщиною 0,2...15 мм зварюють унапуск шляхом втиснення пуансонів в деталі, які з'єднуються, з однієї або з двох сторін. З'єднання внапуск можуть бути точковими, лінійними, кільцевими і шовними.

## Переваги та недоліки
Перевага холодного зварювання полягає в тому, що для його виконання не потрібне джерело електроенергії та зварювальне обладнання. Цей спосіб може виконуватися в довільному просторовому положенні. Зварний шов при холодному зварюванні металу не забруднюється домішками, має високу однорідність та високі показники корозійної стійкості і стабільності електричного опору. Простота підготовки деталей до зварювання і контролю параметрів режиму, відсутність допоміжних матеріалів, газових і теплових виділень, можливість дистанційного управління та швидкість процесу роблять холодне зварювання зручним для використання, не вимагають високої кваліфікації зварника-оператора.
До недоліків холодного зварювання відносять меншу продуктивність в порівнянні з іншими способами та значніші витрати металу на ширину напуску.

## Використання
Використовується холодне зварювання для з'єднання деталей: з пластичних металів з гранецентрованою кубічною ґраткою  (мідь, алюміній, свинець, срібло, золото тощо); різнорідних матеріалів (наприклад, Cu-Al). Для пластичних металів процес ведуть без підігріву — «холодне зварювання».
Необхідність значної деформації обмежує область використання холодного зварювання за матеріалами (лише високопластичні) та за площею з'єднання, тому що виникає необхідність прикладення значних зусиль, щоб зварювати такі деталі.
Холодне зварювання найширше застосовується в електротехнічній промисловості та на транспорті для з'єднання алюмінієвих і мідних дротів, а також алюмінієвих дротів із мідними наконечниками, в електромонтажному виробництві, при виробництві теплообмінників та побутових приладів.
Як різновид холодного зварювання розглядається ультразвукове зварювання — зварювання тисненням із прикладенням ультразвукових коливань.